# Next Level Games
Next Level Games Inc. är ett kanadensiskt spelutvecklingsföretag som ägs av Nintendo, med sitt säte i Vancouver. Företaget grundades i oktober 2002 och har specialiserat sig på att göra konsolspel.
Företagets första projekt var att utveckla det tredje och sista spelet i NHL Hitz-serien, NHL Hitz Pro, vilket gavs ut av Midway Games (som hade utvecklat de två första spelen i serien). Sedan dess har de arbetat en del för Nintendo, genom att bland annat ha utvecklat Mario Smash Football, Mario Strikers Charged Football och Punch-Out!!. Under Electronic Entertainment Expo 2011 avslöjade Shigeru Miyamoto att Next Level Games är utvecklarna av uppföljaren till Luigi's Mansion; Nintendo 3DS-spelet Luigi's Mansion 2. I januari 2021 tillkännagavs att Next Level Games köps upp av Nintendo.

## Spel
- NHL Hitz Pro — Nintendo Gamecube, Xbox, Playstation 2 (2003)
- Mario Smash Football — Nintendo Gamecube (2005)
- Mario Strikers Charged Football — Wii (2007)
- Spider-Man: Friend or Foe — Wii, Xbox 360, Playstation 2 (2007)
- Ticket to Ride — Xbox Live Arcade (2008)
- Jungle Speed — WiiWare (2009)
- Punch-Out!! — Wii (2009)
- Doc Louis's Punch-Out!! — WiiWare (2009)
- Transformers: Cybertron Adventures — Wii (2010)
- Captain America: Super Soldier — Xbox 360, Playstation 3, Wii, Playstation Portable, Nintendo DS (2011)
- Tom Clancy's Ghost Recon: Future Soldier — Wii (2012)
- Luigi's Mansion 2 — Nintendo 3DS (2012)
- Luigi's Mansion 3 — Nintendo Switch (2019)
- Mario Strikers: Battle League — Nintendo Switch (2022)